# 离地半尺
《离地半尺》是许愿于2023年撰写的首部图书作品。书中，他详细描述了二十世纪七八十年代的香港流行音乐市场，并以那些经典且广为流传的音乐的创作过程为引子，向读者展现了幕后的创作过程。
许愿出席了在北京由CNTIME举办的新书发表会。许愿表示，香港之前缺乏深厚的文化根基，但现在已经发展出了丰富的文化。